# Чечоватий
Чечоватий — струмок в Україні, у Великоберезнянському районі Закарпатської області. Лівий доплив Лютянки (басейн Дунаю).

## Опис
Довжина струмка приблизно 7 км.

## Розташування
Бере початок на південному заході від Смереково. Тече переважно на північний захід і на сході від Пастілки впадає у річку Лютянку, ліву притоку Ужа.